# Wohnsiedlung Manegg
Die Wohnsiedlung Manegg ist eine städtische Wohnsiedlung in Zürich-Wollishofen, die 1956 bezugsbereit war. Die denkmalgeschützte Siedlung wurde von den Architekten Bruno Giacometti und Robert Winkler entworfen.   

## Bauwerk
Die Überbauung befindet sich am Hang zwischen Friedhof Manegg und Schulhaus Manegg. Das steile Gelände, das auf der Freihofseite 15 Meter höher liegt, war eine Herausforderung für die Planung der Siedlung. Die Siedlung ist fast nur mit Fusswegen zugänglich und weist lediglich drei Einzelgaragen auf. Sie besteht aus fünf Zeilen zu zwei Mehrfamilienhäusern, einer Zeile mit zwei Mehrfamilienhäusern entlang der Salomon-Vögelin-Strasse und einem quer zur Strasse stehenden Mehrfamilienhaus. Die hellgrau verputzten Häuser mit Stirnseiten und Brüstungen aus Sichtbackstein bieten im Gesamten 75 kostengünstige Wohnungen an.
Das obere Haus ist dreistöckig und beherbergt die 3-Zimmer-Wohnungen, im unteren zweistöckigen Haus sind 4-Zimmer-Wohnungen untergebracht und an der unteren Ecke jeweils ein 1-Zimmer-Atelier. In der Häuserzeile entlang der Salomon-Vögelin-Strasse sind weitere Kleinwohnungen untergebracht, im quer stehenden Haus weitere 4-Zimmer-Wohnungen. Im Gesamten werden 75 kostengünstige Wohnungen angeboten. Die Überbauung ist hauptsächlich für Familien gedacht, weshalb der grösste Teil 3- und 4-Zimmer-Wohnungen sind. Die Grösse der Wohnungen variiert vom 46 m² grossen 1-Zimmer-Atelier bis zu 71 m² grossen 4-Zimmer-Wohnungen. Um Platz zu sparen, wurden in den Wohnungen keine Gänge vorgesehen. Der Zugang erfolgt über Laubengänge.